# 11. protiletadlový raketový oddíl Točná
11. protiletadlový raketový oddíl (11. PLRO) byl součástí 71. protiletadlové raketové brigády Slaný-Drnov, jejímž hlavním úkolem bylo zabezpečení protivzdušné obrany (PVO) hlavního města Prahy. Útvar vznikl roku 1973 v rámci 3. etapy (1. a 2. proběhla v letech 1959–1961) budování raketového systému protivzdušné obrany státu v okolí Prahy před údery protivníka v malých výškách a působil nejspíš do roku 1994. Oddíl byl vybavený PLRK S-125 Něva díky čemuž byl schopen se svojí automobilní technikou během bojové činnosti zaujmout i palebné postavení mimo základnu.

## Historie
Volba Točné jako stanoviště pro protiletadlovou obranu je vcelku logická, neboť nejseverovýchodnější vrch Brdské vrchoviny - Čihadlo se svými 388 metry nad mořem patří k nejvyšším místům Prahy. Nakonec protiletadlová dělostřelecká baterie PVO zde byla dislokována v palebném postavení Točná již dříve na přelomu 50. a 60. let. To bylo zrušeno kvůli počínající raketizaci PVO, neboť do let 1959 a 1961 spadají první dvě fáze výstavby PLRO a o rok později byla 1. července 1961 zřízena 71. protiletadlové raketové brigády, jejímž úkolem se stala ochrana hlavního města Prahy, namísto 71. protiletadlové dělostřelecké divize, která byla 15. srpna 1961 zrušena. (Za pozornost stojí fakt, že 76. a 77. pldb byly reorganizovány a 76. a 77 plrb).
V letech 1973–1985 došlo k rozšíření původní sestavy osmi PLRO 71. protiletadlové raketové brigády vyzbrojených PLRK SA-75 Dvina (od roku 1965 modernizovanou verzí PLRK S-75M Volchov) o druhý obranný okruh kolem Prahy, což obnášelo výstavbu osmi nových protiletadlových raketových oddílů (č. 9-16) vyzbrojených PLRK S-125 Něva. PLRO s číslem 11 byl zřízen již v roce 1973 pod označením VÚ 3910 (VÚ - vojenský útvar) a umístěn právě na Čihadle v obci Točná.
Výstavba utajené základny PVOS (protivzdušná obrana státu) ale neprobíhala nejrychleji. Sama jednotka 11. oddílu dostala do výzbroje PLRK S-125 až roku 1975 a až do roku 1977 působila v palebném postavení u letiště Praha-Kbely. Až pak se přestěhovala do dobudovaného areálu na Točné.
Po sametové revoluci 1989 a po rozdělení Československa došlo k postupné reorganizaci, redukci a nakonec úplné likvidaci oddílů PVOS. Roku 1994 jsou zrušeny téměř všechny PLRO vyzbrojené S-75, zůstaly pouze dva oddíly (č. 1. a č. 3.). Koncem toho roku byla 71. PLRB přejmenována na 41. PLRB a její jednotky čekalo stěhování a další redukce. Během roku 1995 byly PLRO č. 11 a č. 12 zrušeny. Poslední jednotkou PVOS pozemní protiletadlové raketové obrany státu se stala 44. PLRB, která byla zrušena 31. května 2003.
Roku 1997 získala areál sekce B od Ministerstva obrany ČR bezplatně Vysoká škola ekonomická a po celkové rekonstrukci prostor tam provozuje školící a rekreační středisko a depozitář svojí knihovny. Výrazně hůře dopadly prostory bojové sekce C, která se stala cílem zlodějů barevných kovů a hnízdem bezdomovců. Pokus se zřízením Kibucu pro bezdomovce zde roku 2010 provedl Svaz komunistické mládeže. Již na jaře následujícího roku 2011 ale došlo ke konfrontaci s hráči Airsoftu, kteří tam posléze zřídili airsoftové hřiště a od té doby pořádají pravidelné sobotní hry.

### Zjištění velitelé 11. PLRO

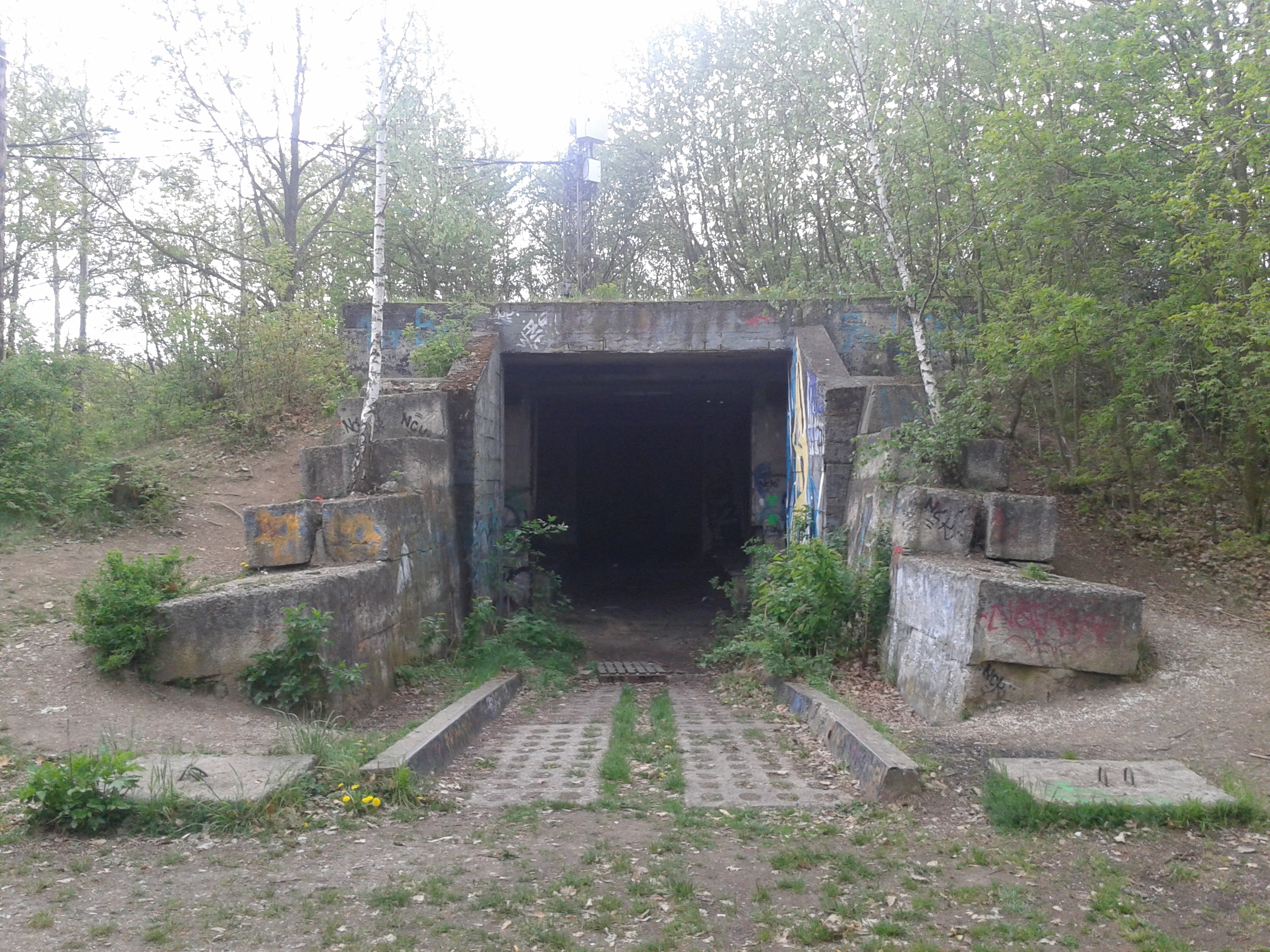
Zodolněný úkryt původně určený pro přehledový radiolokátor P-15 s elektrocentrálou 11. PLRO, který je v současné době součástí Airsoftového hřiště Točná

Přehled velitelů jednotky je pouze orientační, s ohledem na platnou legislativu o ochraně osobních údajů se dosud nelze dostat k jejich osobním spisům, a proto není přesně určitelná doba velení. Na pozici velitele 11. PLRO Točná se vystřídali následující důstojníci:
- kpt. Ing. Radim Křeček/Křenek? (zjištěn v r. 1974)
- mjr. Ing. Emil Vohradník (zjištěn v r. 1977)
- npor. Ing. Petr Chorvát (zjištěn v r. 1981)
- kpt. Ing. Jiří Schönmann (zjištěn v r.1982-1985)
- zast.velitele kpt. Stanislav Vesecký (rok 1987,1988,1989...)
- ?důstojník Ing. Vítězslav Kumšt (zjištěn v r. 1993)
- mjr. Ing. Ondrej Tarčáni (zjištěn v letech 1991–1994)i v letech 1985-1987-1988-1989

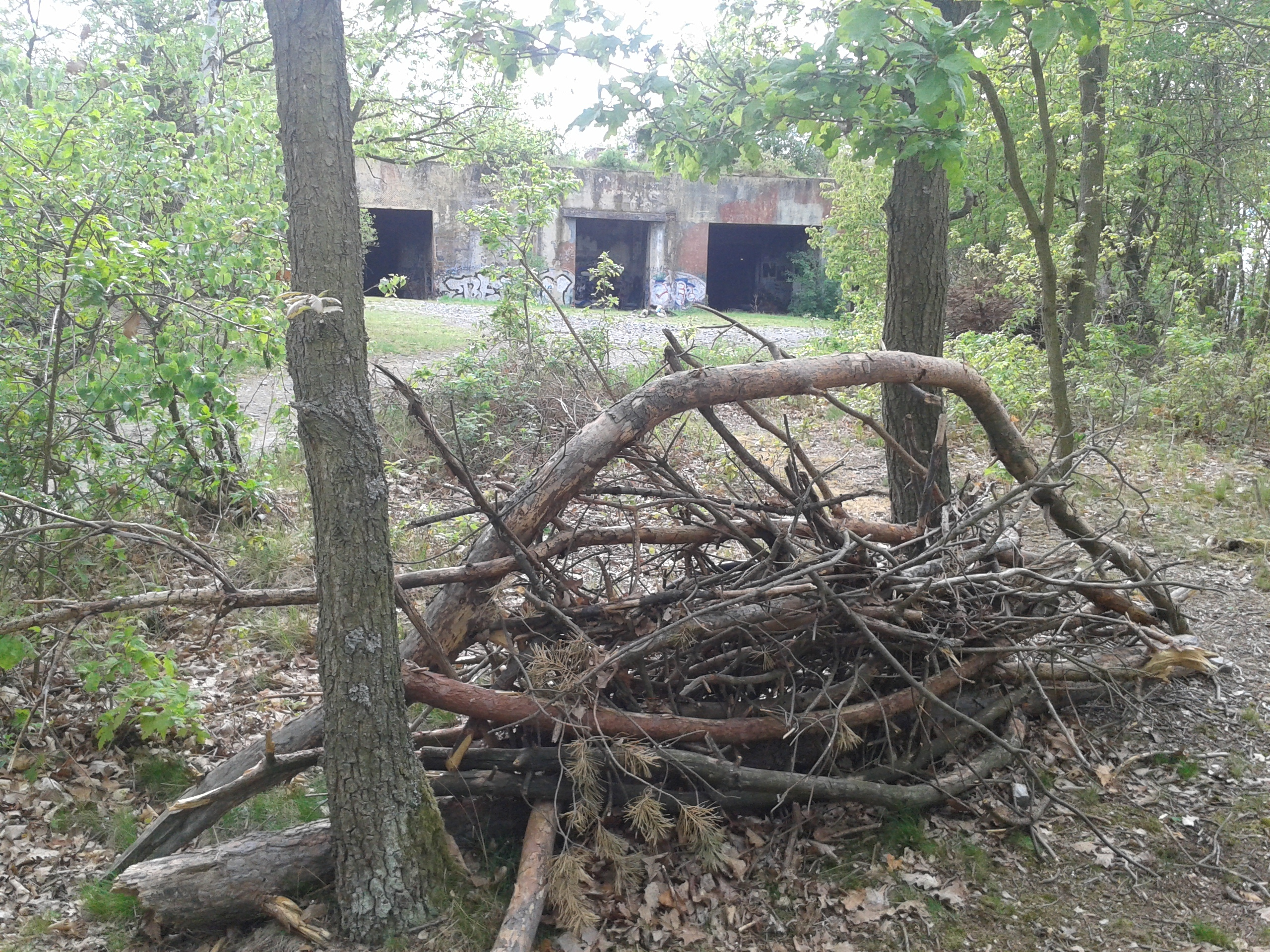
Největší zodolněný objekt - velitelské stanoviště 11. PLRO na vrcholu Čihadle na Točné je v současné době součástí Airsoftového hřiště

### Výsledky ostrých střeleb 11. PLRO
Ostré bojové střelby vykonávaly jednotky PVO ČSLA v SSSR na polygonu Ašuluk (kde dodnes působí Centrum bojové přípravy a bojového použití Vojenských vzdušných sil Ruské federace) v Astrachaňské oblasti každé přibližně 4 roky. Hodnocení bojových střeleb bylo "známkováno" na stupnici od 2 do 5, kde 5 představovalo nejvyšší hodnocení. 11. PLRO uskutečnil takovéto bojové střelby v letech:
- 1974 - hodnocení 5
- 1978 - hodnocení 5
- 1981 - hodnocení 5
- 1984 - hodnocení 3
- 1988 - hodnocení 5

## Organizace 11. PLRO Točná
11. protiletadlový raketový oddíl Točná měl stejnou organizační strukturu, jako jiné PLRO vybavené komplety S-125 Něva. Skládal se z:
- velitelství a štábu
- 1 velitelské čety vybavené radiolokátorem P-15 na automobilu ZIL-151, pojízdnou radioreleovou stanicí R-404M[6] a pojízdnou radiovou stanicí R-118[7] (obě tyto stanice po roce 1980 nahradila pojízdná radioreleová stanice 5Ja62 nebo 5Ja63 Cykloida[8]) a vazební oddílovou kabinou 5CH56 (tu po roce 1980 nahradila vazební kabina 5F24E pro automatizovaný systém řízení palby VEKTOR-2VE[9] a od roku 1985 vazební kabina 5F20E pro automatizovaný systém řízení palby 5S99 SENĚŽ-E[10][11])
- 1 radiotechnické baterie s 1 stanicí pro navedení raket SNR-125M
- 1 palebné baterie (rozdělené na 2 palebné čety) vybavené 4 protiletadlovými raketovými komplety S-125M (odpalovací zařízení 5P73, neboli SM-106, pro 4 PLŘS S-125M) a 4 automobilovými přepravníky PR-14AM na základě nákladního vozu ZIL-131
- 1 oddílového týlu (hospodářské družstvo)

Celkový početní stav se pohyboval mezi 80-90 vojáky.

## Struktura základny

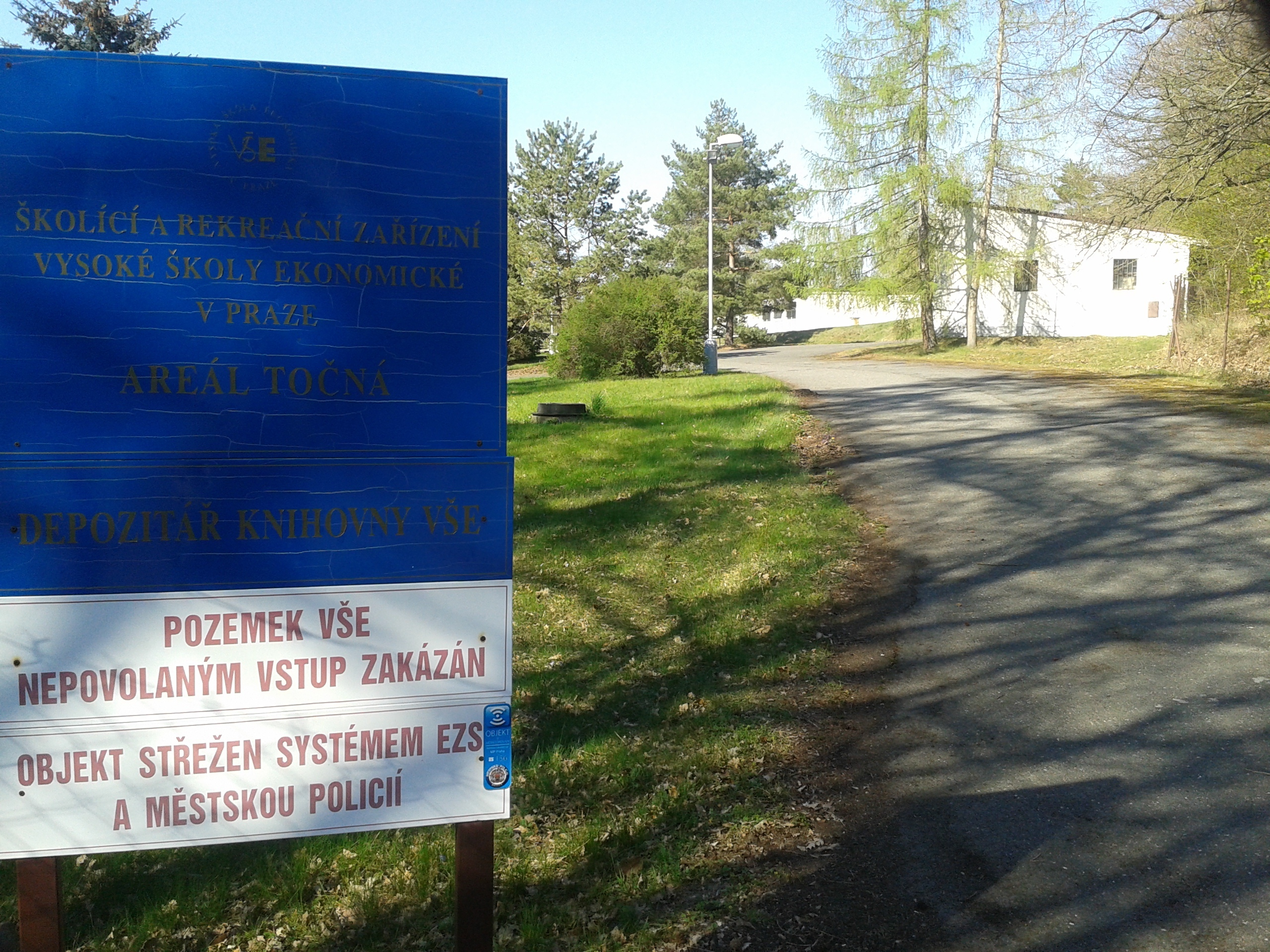
Týlová sekce B v současnosti patří Vysoké škole ekonomické a v jeho prostorách se nachází školící a rekreační středisko VŠE a depozitář univerzitní knihovny

Jako v případě většiny dalších PLRO vybavených PLRK S-125 Něva, vojenská základna se rozděloval na týlovou část (sekce B) a bojovou část (sekce C). Celý areál základny byl obehnán asi 3 metry vysokým betonovým plotem. Sekce A (důstojnické bytovky) byly mimo prostor samotné základny v přilehlé části obce.

### Sekce A - důstojnické bytovky
Sekce A představovaly vojenské bytovky pro důstojníky a jejich rodiny. Byly vystavěné v obci Točná v ulici K Závorám, která prakticky téměř přiléhala k samotné základně, respektive k sekci B. Jednalo se o dva panelové domy s dvěma obytnými podlažími (zvýšené přízemí a první patro) a garážemi (suterén). Domy s dvěma, respektive třemi vchody poskytovaly ubytování ve 20 (8+12) bytech. U důstojnických bytovek byla vybudována malá čistička odpadních vod, na kterou byla napojena i kasárna v sekci B.

### Sekce B - týlová část
V týlové části areálu se nacházela třípodlažní ubytovací budovu pro vojáky základní vojenské služby, autopark s dílnou a čerpací stanicí pohonných hmot a strážní budova. V hlavní budově byly vedle pokojů mužstva také důstojnické kanceláře, sklad ručních zbraní, sociální zařízení, učebna, politicko-výchovná světnice, ošetřovna a příruční sklad materiálu. V přilehlé přízemní budově pak byla kuchyně, jídelna, prodejna ARMA a kotelna. Vedle budovy byl zbudován zodolněný okop. Také se v této sekci nacházela trafostanice. Umístění autoparku s příslušenstvím v sekci B je pro PLRO vybavený S-125 Něva spíše výjimečné, standardně se umisťoval do sekce C ke zodolněným skladům. V týlové části se nacházel autopark standardně u starších PLRO vybavených S-75 Dvina/Volchov a pouze u prvních PLRO s Něvami - 9. PLRO Miškovice (Praha Čakovice) a 10. PLRO Jeneč (Praha západ). Autoparku sloužil ke garážování veškeré automobilní techniky oddílu. Jednalo se jak o nejrozšířenější služební vozy GAZ-69, tak o těžší nákladní vozy určené pro eventuálního přesun PLRO do jiného palebného postavení, k čemuž byly určeny Tatry 138, 813, 815, Praga V3S a ZIL 131.

### Sekce C - bojové postavení
Blíže k sekci B se v bojovém prostoru nacházejí primárně o dva zodolněné sklady pro PLŘS (protiletadlová řízená střela). Oba sklady byly dvou-sálové a pro snadnou manipulaci s raketami, které byly uloženy po dvou na vozících 4390 v bojeschopném stavu (se stabilizátory i s bojovou náloží), sloužil kolejový systém. V zadní části skladového sálu byl prostor na 2-3 vozíky (po dvou PLŘS), v přední části byl zaparkován přepravník PR-14AM s dvěma dalšími PLŘS. V zadní části těchto zodolněných skladů bylo také propojení k malému krytu pro posádku. Celková zásoba PLŘS S-125M u oddílu tvořila dva palebné průměry, tedy 32 kusů. Vedle těchto dvou zodolněných skladů se v prostoru nacházely také tři klamné skladové budovy.
Na nejvyšším bodě sekce C je jádro celé základny - velitelského stanoviště, 4 odpalovací plochy s přilehlými úkryty pro obsluhu a okopy pro vozy a také 2 zodolněné úkryty pro vybavení velitelské čety.
Oba zodolněné úkryty pro techniku velitelské čety jsou umístěné proti sobě ve východní části areálu. Jihozápadní z nich sloužil pro umístění přehledového radiolokátoru P-15 s elektrocentrálou, a proto měl ve stropě kruhový otvor umožňující vysunutí antény. Druhý zodolněný úkryt byl určen pro radioreleovou stanice 5ja62 nebo 5Ja63 Cyklojda zajišťující spojení.
Velitelské stanoviště mělo tři zodolněné sály z nichž dva měly portál orientovaný na východ a jeden na západ. Součástí byl také nouzový úkryt pro obsluhu. Na velitelském stanovišti bylo hlavní stanoviště SNR-125M, jejíž anténa byla umístěna v půlkruhovém betonovém postavení na střeše velitelského objektu. Prostřední sál orientovaný portálem na západ byl určený pro přívěsy: RKU/UNS (rozvodná kabina s vestavěnou elektrocentrálou 30 kW), 5F24 (vazební kabina automatizovaného systému velení 5S99 SENEŽ) a PRM (pojízdná opravárenská dílna). Krajní sály měly vjezdy orientované na východ, přičemž levý sál poskytoval ochranu pro automobilní návěs UNK (kabina velení a řízení radaru NRL-125) a pravý sál skrýval technické zabezpečení v podobě přívěsu EDS-200 se dvěma elektrocentrálami a výcvikovou a kontrolní kabinu AKKORD.
Základem bojového prostoru byly 4 betonové odpalovací plochy pro odpalovací zařízení 5P73, neboli SM-106, které chránil asi metr vysoký zemní val a maskovací sítě. Plochy byly rozmístěny lichoběžníkově kolem velitelského stanoviště. Vždy ke dvěma sousedícím odpalovým plochám přináležel jeden zpevněný ženijní úkryt typu UŽ-6 pro obsluhu z palebné čety a jeden částečně zodolněný betonový okopy pro automobilní techniku, respektive přepravník PR-14AM.

## Výzbroj

### Protiletadlové raketové komplety
| Název            | Obrázek                                           | Původ | Určení           | Počet         | Poznámky                              |
| ---------------- | ------------------------------------------------- | ----- | ---------------- | ------------- | ------------------------------------- |
| PLRK S-125M Něva | PLRK S-125M Něva                                  | SSSR  | PLRK             | 4 komplety    | Všechny soustředěny u palebné baterie |
| PR-14AM ZIL-131  | Speciální přepravník PR14AM na automobilu ZIL-131 | SSSR  | Přepravník raket | 4 přepravníky | Všechny soustředěny u palebné baterie |

### Radiolokační a komunikační vybavení
| Název                     | Obrázek                                                      | Původ | Určení                                               | Počet                                    | Poznámky                                   |
| ------------------------- | ------------------------------------------------------------ | ----- | ---------------------------------------------------- | ---------------------------------------- | ------------------------------------------ |
| radiolokátor P-15 ZIL-151 |                                                              | SSSR  | Radar krátkého dosahu ke zjištění nízkoletících cílů | 1 přehledový radiolokátor                | Byla jím vybavena velitelská četa          |
| SNR-125M                  | SNR-125M - stanice navedení raket S-125M Něva                | SSSR  | SNR                                                  | 1 naváděcí stanice                       | Šlo o hlavní výbavu radiotechnické baterie |
| 5S99M Senež ZIL-131       | ZiL-131V a kabina automatizovaného systému velení 5S99 Senež | SSSR  | ASV                                                  | 1 kabina automatizovaného systému velení | Byla jí vybavena velitelská četa           |

### Automobilní technika
| Název     | Obrázek | Původ          | Určení                                                        | Poznámky                                                        |
| --------- | ------- | -------------- | ------------------------------------------------------------- | --------------------------------------------------------------- |
| GAZ 69    |         | SSSR           | Lehký terénní automobil                                       | K zabezpečení chodu základny                                    |
| ZIL-131   |         | SSSR           | Vojenský nákladní automobil se zvýšenou průchodivostí terénem | K zabezpečení případného přesunu PLRO na jiné palebné postavení |
| Tatra 138 |         | Československo | Těžký nákladní automobil                                      | K zabezpečení případného přesunu PLRO na jiné palebné postavení |
| Tatra 813 |         | Československo | Speciální těžký nákladní automobil                            | K zabezpečení případného přesunu PLRO na jiné palebné postavení |
| Tatra 815 |         | Československo | Těžký nákladní automobil                                      | K zabezpečení případného přesunu PLRO na jiné palebné postavení |
| Praga V3S |         | Československo | Terénní nákladní automobil                                    | K zabezpečení případného přesunu PLRO na jiné palebné postavení |